# Basílica de Santa Práxedes

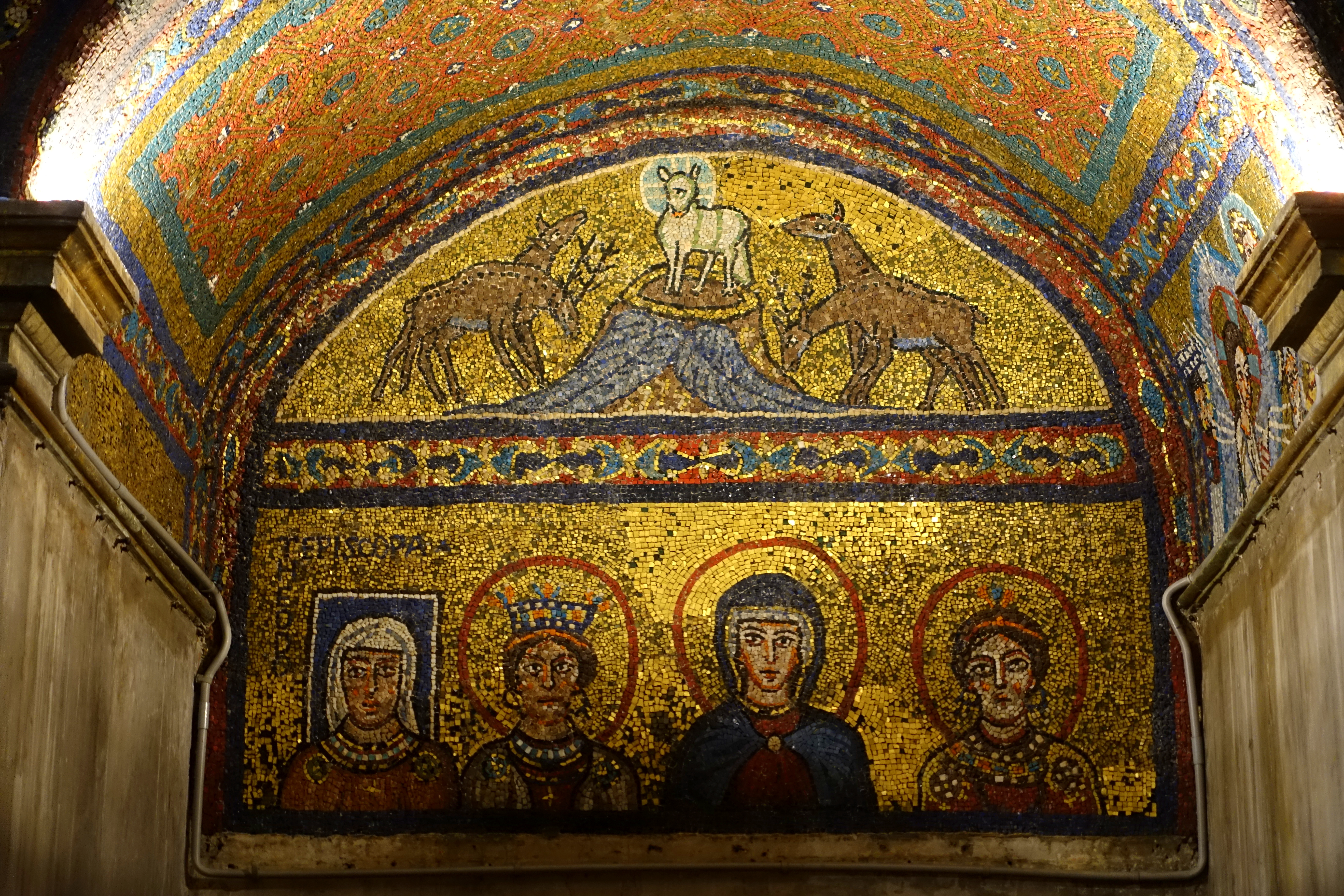
Um raro exemplo em Roma da Tortura do Inferno, ou Anástase, na arte, um tema de origem bizantina. Mostrado à direita da foto, foi massacrado e truncado por modificações posteriores na Capela de São Zenão em Santa Práxedes. A Tortura do Inferno é celebrada, especialmente nas Igrejas Ortodoxas Orientais, no Sábado de Aleluia. Comemora a descida de Cristo ao Inferno entre a Crucificação e a Ressurreição para libertar as almas mantidas em cativeiro desde o início dos tempos.

Santa Prassede, conhecida também como Santa Prassede all’Esquillino (em latim: Basilica Sanctae Praxedis), é uma igreja titular e uma basílica menor muito antiga em Roma, localizada perto da basílica papal de Santa Maria Maggiore.
O atual cardeal-presbítero do Titulus Praxedis é Paul Poupard, antigo prefeito do Pontifício Conselho para a Cultura.

## História
A igreja em sua forma atual foi encomendada pelo papa Adriano I por volta de 780 e construída sobre os restos de uma estrutura do século V para preservar os restos de Santa Praxedes e Santa Pudenciana, as filhas de São Pudêncio, que é tradicionalmente considerado como o primeiro convertido de São Pedro em Roma. As duas santas são conhecidas por enterrarem os primeiros cristãos mártires.
A basílica foi ampliada e decorada pelo papa Pascoal I por volta de 822. Pascoal, que reinou entre 817 e 824, estava na vanguarda do renascimento carolíngio, iniciado e defendido por Carlos Magno. Eles desejavam retornar aos fundamentos do cristianismo, teológica e artisticamente. O papa, por este motivo, iniciou dois ambiciosos projetos ligados entre si: a recuperação das relíquias dos mártires das catacumbas de Roma e uma campanha de construção de igrejas até então sem precedentes. Os diversos restos mortais escavados foram então trazidos para esta igreja.
Tornou-se propriedade dos beneditinos em 1198. Nos séculos seguintes foi sendo aumentada e restaurada, sem perder seu caráter basilical. No interior há duas colunas de granito que sustentam uma arquitrave horizontal e alternam com pilares maciços dividindo a ampla nave das naves laterais (corredores).

## Interior

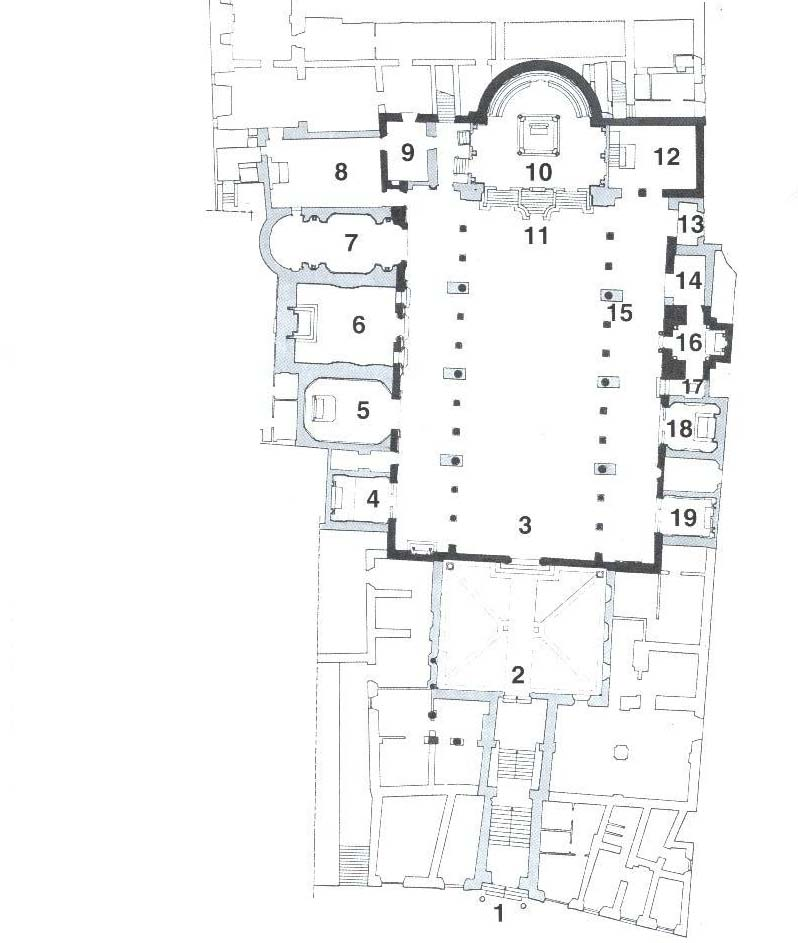
Plano de Santa Prassede.

A principal peça de altar é uma tela chamada "Santa Praxedes Recolhendo o Sangue dos Mártires" (c. 1730–1735) de Domenico Muratori.
Porém, o mais famoso elemento artístico da igreja são seus belos mosaicos. Pascoal contratou um time de profissionais para completar a obra na abside, no arco da abside e no arco triunfal. Na abside, Jesus está no centro ladeado por São Pedro e São Paulo, que estão apresentando Praxedes e Pudenciana a Deus. Na extremidade esquerda está o próprio Pascoal, com o halo quadrado dos que ainda vivem, apresentando um modelo da igreja como uma oferta a Jesus. Abaixo está uma inscrição de Pascoal, na esperança de que esta oferta seja suficiente para assegurar sua entrada no céu.
No arco da abside há doze homens de cada lado segurando guirlandas da vitória e recepcionando as almas no céu. Sobre eles estão os símbolos dos quatro evangelistas — Marcos, o leão; Mateus, o anjo; Lucas, o touro; e João, a águia — à volta de um cordeiro entronado, o símbolo do eventual retorno de Cristo.
A capela de São Zenão segue o plano de uma cruz grega e era destinada ao túmulo da mãe do papa, Teodora. Hoje é um dos poucos aposentos medievais completamente abobadados da cidade. Na entrada há duas colunas de pórfiro com capitéis carolíngios, que apoiam um antigo entablamento (a parte superior das colunas, ou arquitrave, friso e cornija). Tudo se cobre de mosaicos coloridos, sobre campo de ouro, referentes às relíquias dos mártires na igreja. Uma imagem de Cristo — apenas o rosto e os ombros — com o halo quadrado, está no ápice da abóbada, sustentada por quatro anjos que parecem crescer das colunas de apoio à cúpula. Os apóstolos André, João e Tiago aparecem no arco redondo à direita e Cristo no nicho entre São Pascoal e São Valentiniano.
Embora estes mosaicos, juntamente com os que estão na capela de São Zenão, que Pascoal construiu para homenagear sua mãe, Teodora, sejam os mais conhecidos aspectos da igreja, um outro, intrigante e relativamente desconhecido, são os afrescos. Subindo por uma escada espiral, o visitante entra numa pequena sala onde, na parede, está um ciclo de afrescos datando provavelmente do século VIII. Eles representam provavelmente a vida da santa celebrada na igreja, Santa Praxedes.

### Pilar do flagelamento
Santa Prassede também abriga um segmento do suposto pilar no qual Jesus foi flagelado antes de sua crucificação em Jerusalém. A relíquia foi supostamente recuperada no início do século IV por Santa Helena (a mãe do imperador romano Constantino I), que, aos oitenta anos, peregrinou até o Gólgota na Terra Santa fundando diversas igrejas e recolhendo inúmeras relíquias associadas com a crucificação de Jesus no Calvário. Entre elas, a Vera Cruz (atualmente na Basílica de São Pedro, com alguns fragmentos em Santa Croce in Gerusalemme), pedaços da manjedoura e o pilar que hoje está em Santa Prassede. A autenticidade destas relíquias, incluindo o pilar, é contestada por historiadores e cristãos por conta da falta de evidências e da massiva proliferação de relíquias falsificadas durante a Idade Média.

## Titulus
Entre os titulares conhecidos desta sé estão Lambertus Scannabecchi (posteriormente o papa Honório II, c. 1099), Ubaldo Allucingoli (papa Lúcio III, 1141), Alain de Coëtivy (1448), Giovanni Maria Ciocchi del Monte (papa Júlio III, 1542–1543), São Carlos Borromeo (1538–1584) e Rafael Merry del Val (1903–1930).

## Galeria

Imagens da igreja
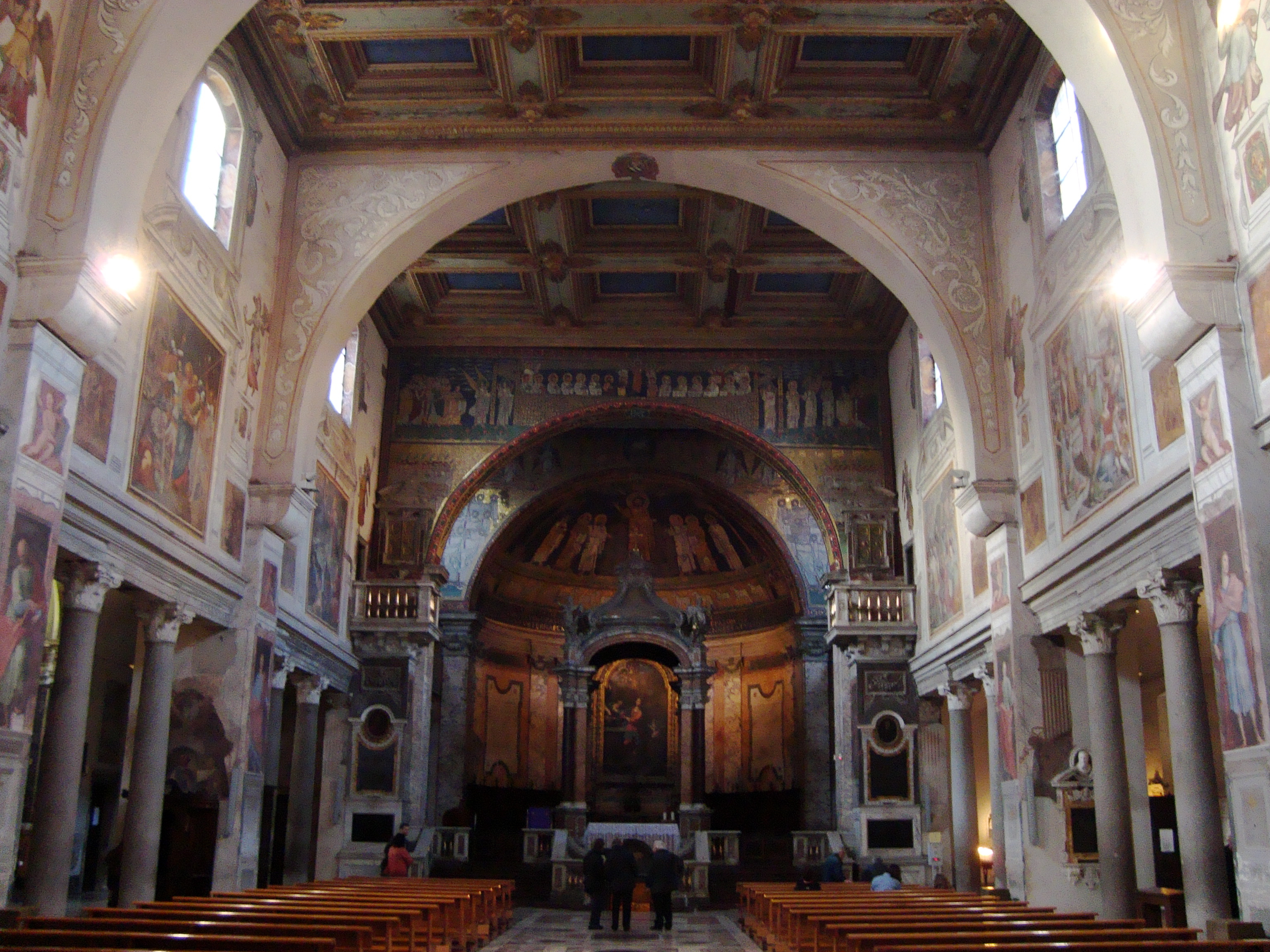
Vista do interior.
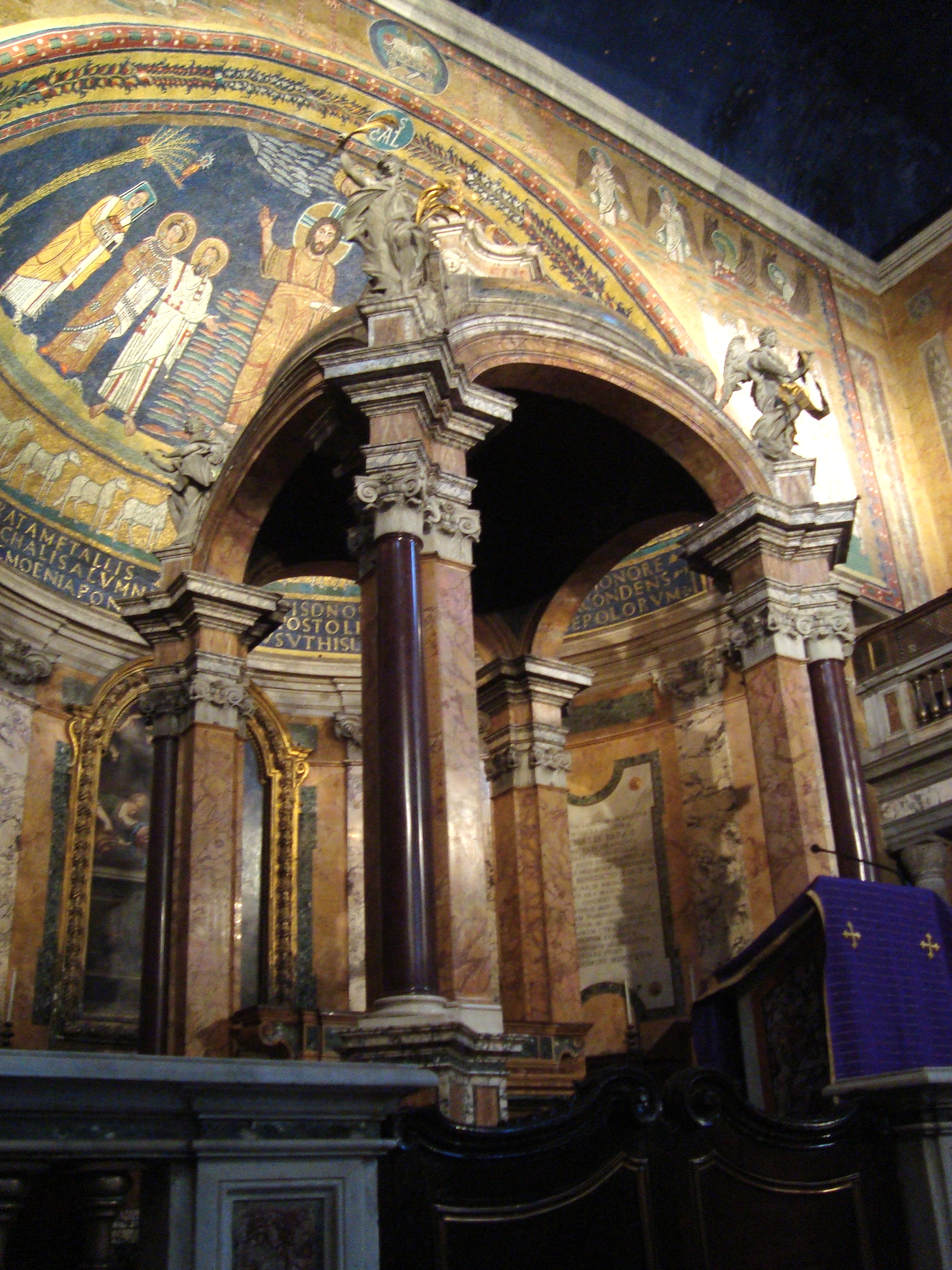
Vista da abside.
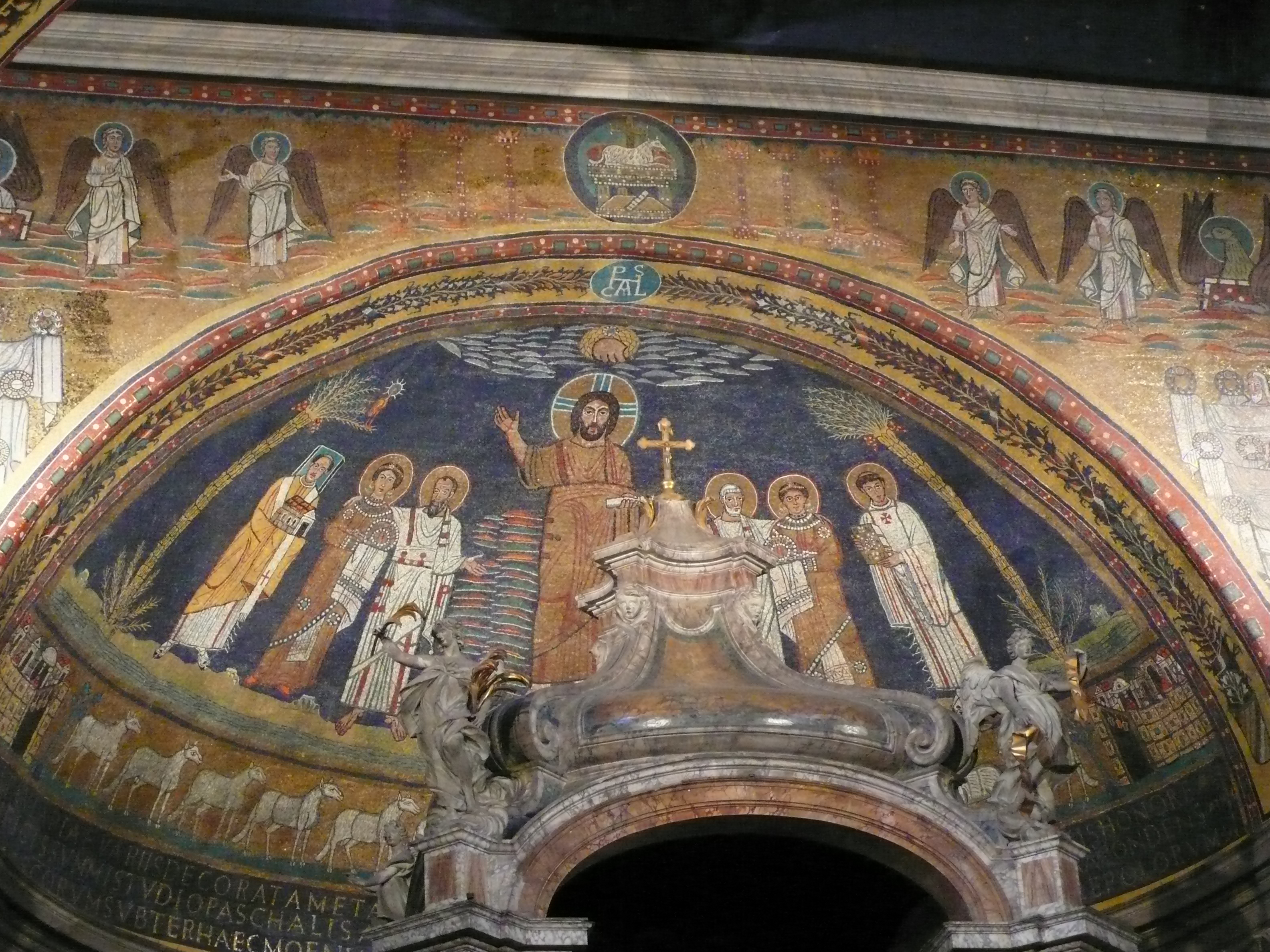
Mosaico na abside.
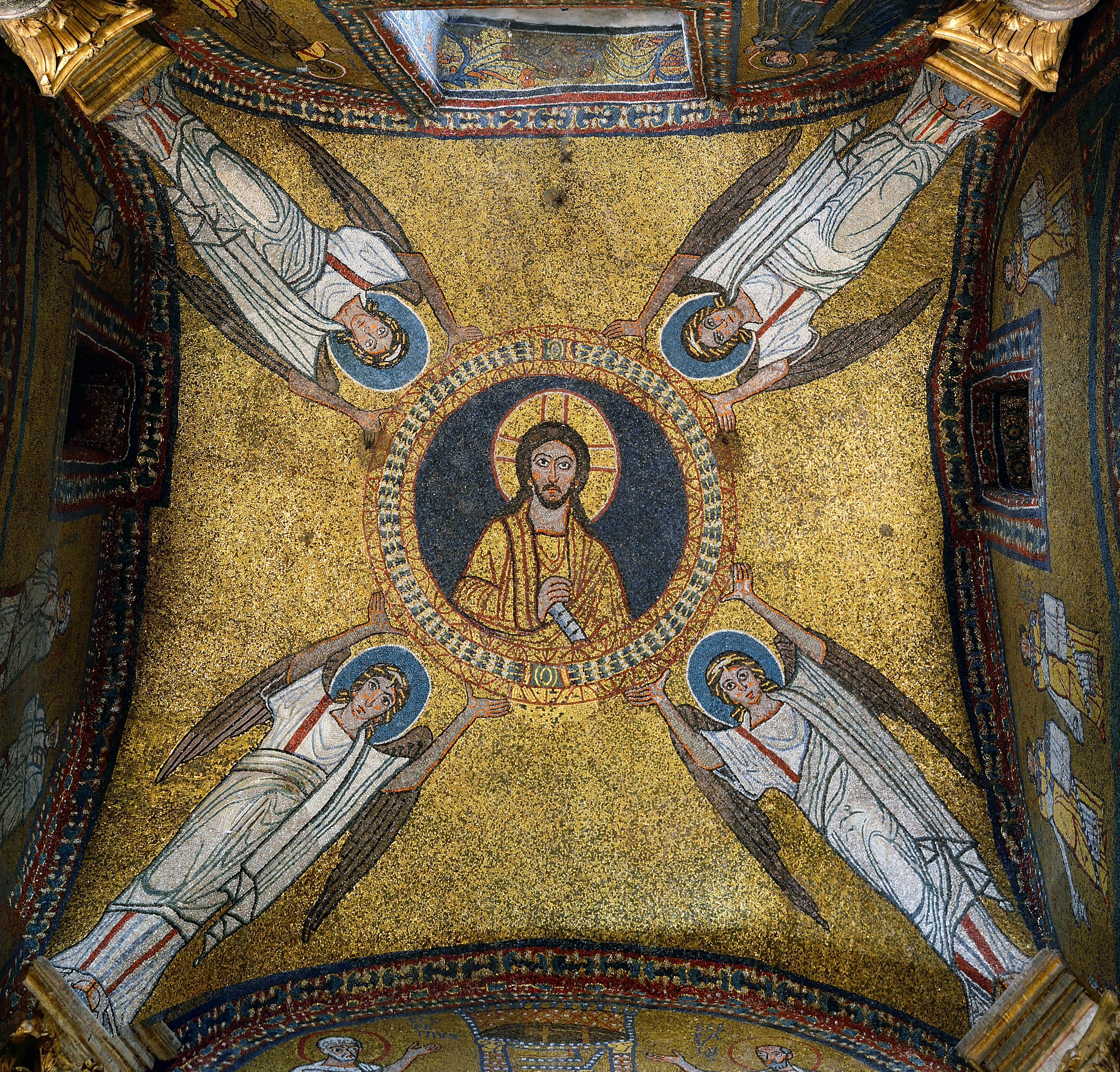
Mosaico na capela de São Zenão.
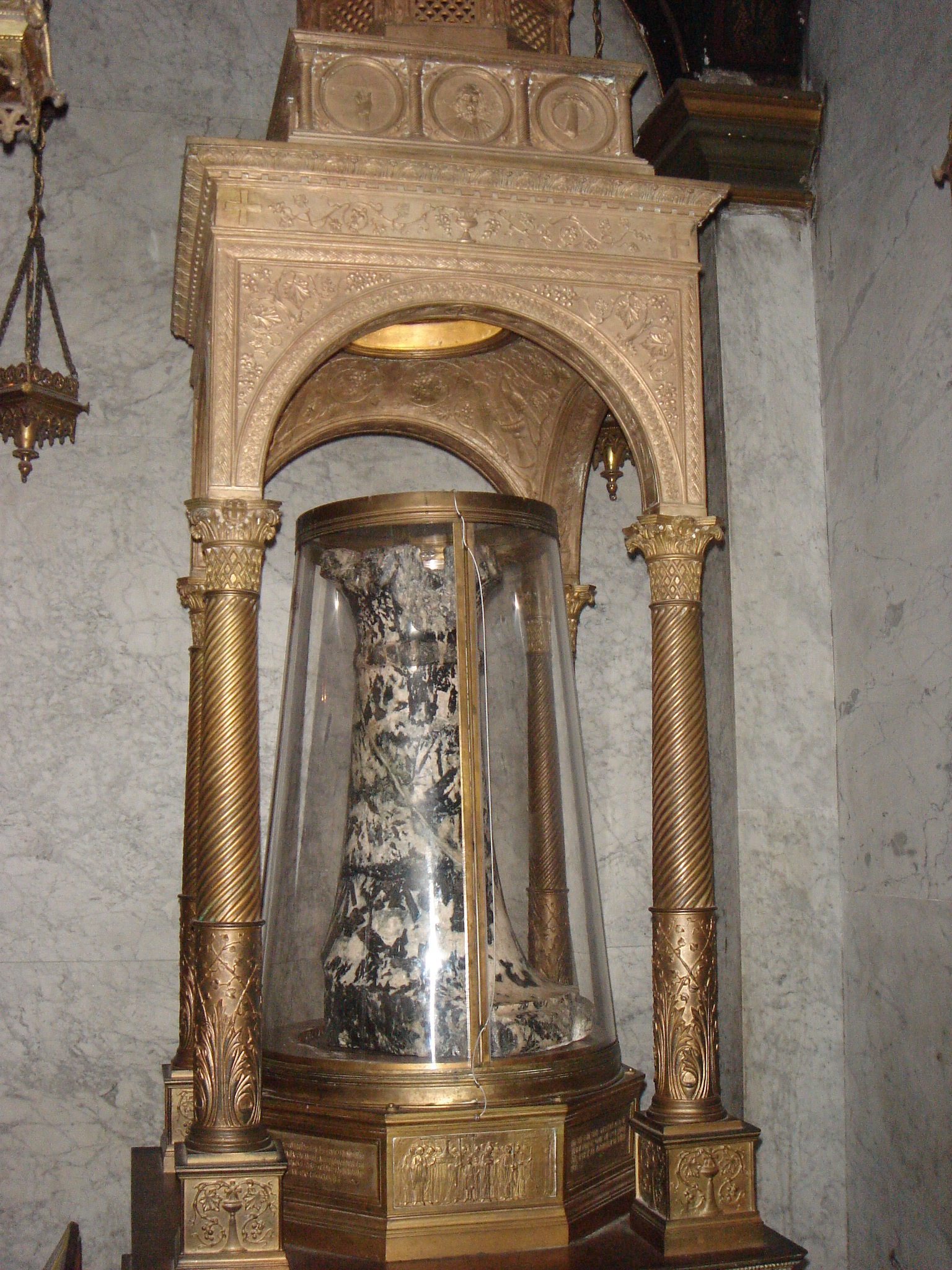
Pilar do flagelamento.
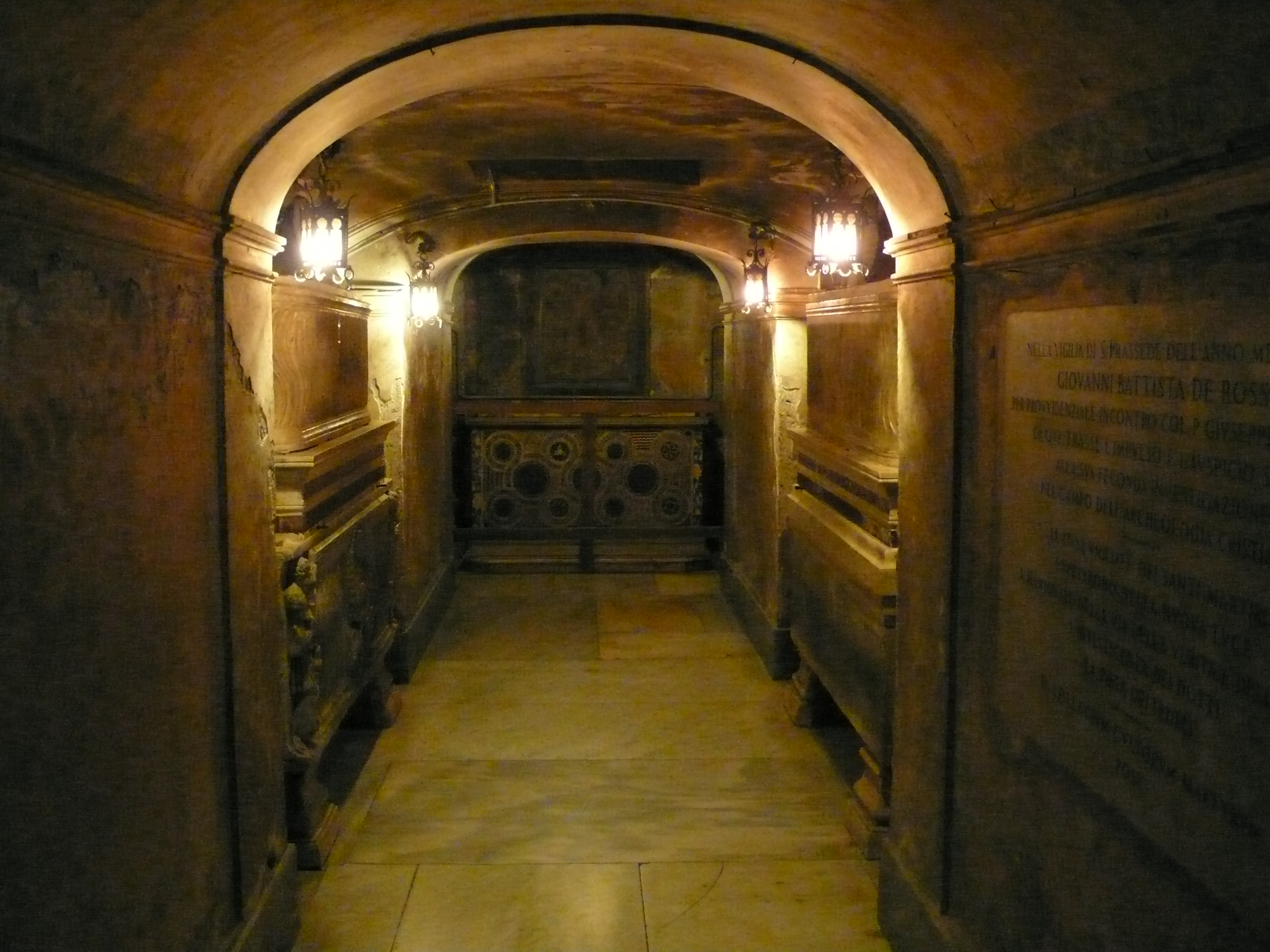
Cripta.